# Långegölen (Svenarums socken, Småland)
Långegölen är en sjö i Vaggeryds kommun i Småland och ingår i Lagans huvudavrinningsområde. Sjön är 6,2 meter djup, har en yta på 0,04 kvadratkilometer och befinner sig 242 meter över havet.